# Championnats du monde de tir 1925
Navigation
Édition précédente Édition suivante
Les championnats du monde de tir 1925, vingt-troisième édition des championnats du monde de tir, ont eu lieu à Saint-Gall en 1925.